# اچ‌ام‌اس اربوس (۱۸۰۷)
اچ‌ام‌اس اربوس (۱۸۰۷) (به انگلیسی: HMS Erebus (1807)) یک کشتی بود که طول آن ۱۰۸ فوت ۹ اینچ (۳۳٫۱ متر) بود. این کشتی در سال ۱۸۰۷ ساخته شد.